# 杜伊 (厄尔-卢瓦省)
杜伊（法語：Douy，法語發音：[dwi]）是法国厄尔-卢瓦省的一个旧市镇，属于沙托丹区。2017年1月1日，杜伊和相邻的另外8个市镇合并为新市镇克卢瓦三河镇（Cloyes-les-Trois-Rivières）。

## 地理
杜伊（48°2'10"N, 1°16'13"E）面积6.84 平方千米，位于法国中央-卢瓦尔河谷大区厄尔-卢瓦省，该省份为法国北部内陆省份，北起顺时针与厄尔省、伊夫林省、埃松省、卢瓦雷省、卢瓦-谢尔省、萨尔特省和奧恩省接壤。
与杜伊接壤的市镇（或旧市镇、城区）包括：圣但尼莱蓬、欧特伊。
杜伊的时区为UTC+01:00、UTC+02:00（夏令时）。

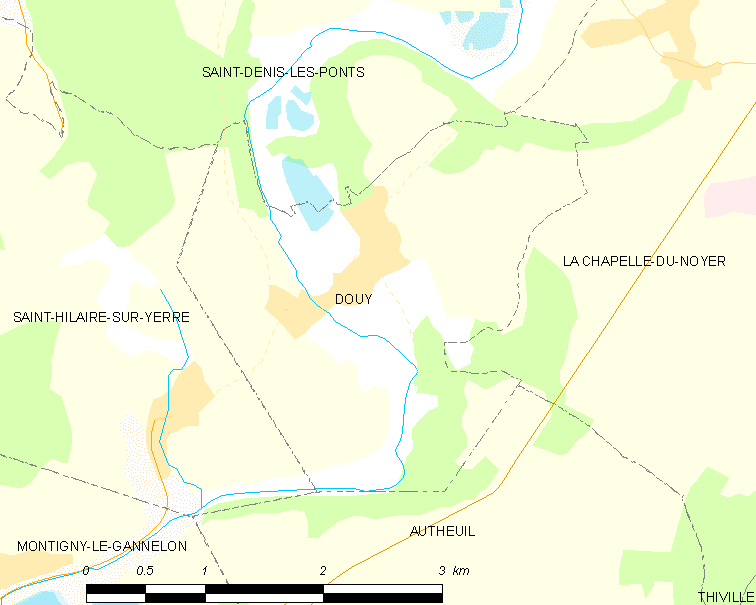
杜伊的OSM定位图

## 行政
杜伊的邮政编码为28220，INSEE市镇编码为28133。

## 政治
杜伊所属的省级选区为布鲁县。

## 人口

1962-2008年间杜伊人口变化图示

杜伊于2018年1月1日时的人口数量为568人。